# William Grant (homme politique canadien)
William Grant, né le 15 juin 1744 à Blairfindy en Écosse et mort le 5 octobre 1805 à Québec, est un homme d'affaires et homme politique canadien. 

## Biographie

### Famille
Il est le fils de William Grant, laird de Blairfindy, et de Jean Tyrie. Il épouse Marie-Anne-Catherine Fleury Deschambault, veuve du seigneur Charles-Jacques Le Moyne de Longueuil, le 11 septembre 1770.

### Carrière
En 1759, à l'âge de 15 ans, il immigre à Québec comme représentant de la compagnie Alexander, Robert and William Grant en Écosse. Sa maîtrise du français, à l'instar de Hugh Finlay, lui permet de tisser des liens avec des marchands canadiens-français. 
Il se lance d'abord dans la traite des fourrures, puis, à partir de 1764 environ, aux pêcheries de phoque et de saumon du bas Saint-Laurent. Il exploite deux postes dans l’Île du Grand Saint-Augustin avec Jacques Perrault.
Après divers échecs commerciaux, il investit dans l'immobilier, notamment dans le faubourg Saint-Roch. La révolution américaine vient cependant contrecarrer ses plans, avec le siège de Québec qui détruit plusieurs de ses propriétés. Mais sa situation financière demeure solide. Il vend entre autres le château Ramezay au gouverneur Frederik Haldimand. Il continue d'investir massivement dans des lots et des propriétés.
William Gray est nommé au Conseil législatif en 1777 et receveur général adjoint pour la perception des impôts. Il s'oppose au gouverneur Haldimand et demande en vain plusieurs réformes judiciaires et politiques, plaidant la cause des marchands.
En 1792, il se présente en politique et est élu député à la première chambre d’Assemblée. Actif, il est réélu en 1796, mais défait en 1780.
Il meurt endetté, malgré ses nombreuses propriétés et entreprises, le 5 octobre 1805.

## Hommages
La rue Fleurie a été nommée en l'honneur de son épouse, vers 1829, dans la ville de Québec.
La rue Monseigneur-Gauvreau porta de 1805 à 1937 le toponyme de rue Grant en son honneur, dans la ville de Québec.